# Vastagcsőrű kitta
A vastagcsőrű kitta vagy tajvani kék szarka (Urocissa caerulea) a madarak (Aves) osztályának verébalakúak (Passeriformes) rendjébe, ezen belül a varjúfélék (Corvidae) családjába tartozó faj. Tajvan endemikus madara, a szigetország nemzeti madara.

## Rendszerezése
A fajt John Gould angol ornitológus írta le 1863-ban.

## Előfordulása
Tajvan szigetén honos, 300-1200 méteres magasságban. Természetes élőhelyei a szubtrópusi vagy trópusi síkvidéki esőerdők és a hegyek lejtői. Állandó, nem vonuló faj.

## Megjelenése
Ez a madár körülbelül akkora, mint a szarka (Pica pica), de a farka hosszabb. Testhossza 68 centiméter, testtömege 254-260 gramm. A szárnya 18–21 centiméter, farka pedig 40 centiméter hosszú. Hím és tojó tollazata hasonló. A feje, nyaka és begye fekete. Szemei sárgák. Csőre és lábai vörösek. Tollazatának többi része sötétkék és lila színű. Szárnyain és farkán fehér csíkok vannak.
|  |  |

## Életmódja
A hat vagy ennél is több fős csoportokban repülő madarak megtalálhatók az ember háza és szántóföldje mellett. Sorban repülnek; repülés közben majdnem érik egymás farkait. Hangja hasonló a többi varjúfélééhez, vagyis károgó. Mindenfélével táplálkozik, még döghússal is. Táplálékában szerepelnek a kígyók, rágcsálók, rovarok, növények, gyümölcsök és magok. Kedvencei a füge és a papaja. Ha több táplálékhoz jut, mint amennyi kéne, a vastagcsőrű kitta elraktározza a maradékot, hogy később visszatérhessen hozzá.

## Szaporodása
Ez a madárfaj párban él, és a „házastársak” hűek egymáshoz. A tojó költi a tojásokat, a hím segít építeni a fészket és eteti a tojót a költés alatt. A fészket márciusban és áprilisban építik ágakból és növényekből. A tál alakú fészek az erdőben található meg. A fészekben 3–8 sötétbarnával mintázott olívazöld színű tojás van. 17-19 napig kotlik a tojó. A fiókák 78,3 százaléka marad meg. A szülők hevesen védelmezik fiókáikat és a fészket.

## Természetvédelmi helyzete
Az elterjedési területe nem nagy, egyedszáma ugyan csökken, de még nem éri el a kritikus szintet. A Természetvédelmi Világszövetség Vörös listáján nem fenyegetett fajként szerepel.

## Fordítás
- Ez a szócikk részben vagy egészben  a   Taiwan Blue Magpie című angol Wikipédia-szócikk ezen változatának fordításán alapul.  Az eredeti cikk szerkesztőit annak laptörténete sorolja fel. Ez a jelzés csupán a megfogalmazás eredetét és a szerzői jogokat jelzi, nem szolgál a cikkben szereplő információk forrásmegjelöléseként.